# ザ・ダークネス (ゲーム)
『ザ・ダークネス』（The Darkness）は、スターブリーズ・スタジオによって開発されたファーストパーソン・シューティングゲーム。イメージ・コミックから出版されている同タイトルのアメリカンコミックを題材としたホラーFPSである。
2012年2月に北米、欧州、日本で続編であるThe Darkness IIが発売された。詳細はThe Darkness IIを参考。

## 概要
二丁拳銃を使ったオーソドックスなFPS視点に加えて、闇の力「ダークネス」を使った様々なアクションシーンがあり、要所でダークネスの力を借りなければクリアできないイベントが存在する。
さらにダークネスは闇の世界から使い魔を召喚する事で、戦闘や謎解きを有利に展開することが出来る。
舞台は現代のニューヨーク市・マンハッタン。基本的に移動は、マップ間を徒歩または地下鉄（カナルストリート駅やフルトンストリート駅など）を使って自由に行き来が可能だが、強制的に移動させられる場合もある。（途中、第一次世界大戦の前線を舞台とした世界に迷い込むことになる。）
また、公衆電話を自由に使用したり、TVのチャンネルを替え試聴するなどもできる。
通行人とは会話が可能。マップ内にはメインイベントの他に、通行人からの依頼を受け遂行するサブイベントが多数存在する。
「倒した敵の心臓を喰い千切ってパワーアップする」という要素と、実際に人間の心臓を食うショッキングなシーンがあり、これらのグロテスクな場面によって幾つかの国ではパッケージ販売が禁止されている。日本語版の販売元である株式会社スパイクはローカライズにあたって対象年齢をCERO Z指定とする代わりに、一切の表現規制を行わないと発表した。

### シンガポールでの販売禁止
このゲームは7月ごろに売られる予定だったが、シンガポールの表現審査委員会(censorship board)は、過激な暴力表現および宗教的に問題の場面があったとしてこのゲームの発売禁止を決定した 。
2009年になって、M18(18才以上のみ対象)指定で売ることが可能になった。

### 日本語版のフリーズ問題
スパイクから発売されたXbox 360の日本語版は、ゲーム中に回避不能なフリーズ現象が複数箇所に存在している。このフリーズ現象は最悪の場合、Xbox 360本体を故障させる可能性がある。購入者からは致命的なバグとして苦情があがっているが、発売元のスパイクはソフトウェアの不具合ではなくソフトウェアの仕様、及び購入者が使用しているハードウェアの問題であるとコメントしている。あくまでも購入者の自己責任であり、スパイクには責任が無いとの姿勢を取っている。そのため公式ウェブサイトではフリーズ現象が発生する情報をどこにも記載していない。購入者に対する修正ファイルの配布や商品交換、修正版の発売などのサポートを一切行っておらず、今後もその予定はない。
2009年2月20日に放送されたエンターブレインによる企画、「MIDNIGHT LIVE 360 ～SPIKE SPECIAL～」で、「360サイコーッ!BLOG」(ファミ通.com)のジャム爺氏がこの件について言及し、番組に登場していたスパイクのマーケティング部マネージャーが、本件について謝罪し、原因の特定と解決策が確定した段階で発表するというのが会社の方針であると説明した。また、設けられている調査期限までに原因が解明できなかった場合も、それまでの状況や対応について発表すると回答した。
尚、この問題は2012年11月現在でも解決されていない。
また、PS3版ではこのフリーズバグは起こらない。

## ストーリー
ニューヨーク・マフィアの殺し屋であるジャッキー・エスタカードは、21歳の誕生日前夜、組織へ楯突く建設工事監督を殺害する任務に向かった。仲間とともに車で向かう途中、なぜかニューヨーク市警察の襲撃に遭うがカーチェイスの末ようやく建設現場にたどり着く。しかしそこで待っていたのは、育ての親でありマフィアのドンでもあるポーリーが、自分に逆らった罰としてジャッキーを殺害するための罠であった。
マフィアに取り囲まれ追い詰められた時、どこからか暗い声が聞こえてきた───「お前に闇の力を与える」そして午前0時を知らせる鐘が鳴り響き、21歳を迎えた次の瞬間、ジャッキーの身体におぞましい姿の化け物が出現し、瞬く間に付近のマフィアを惨たらしく殺害してこれを全滅させた。何が起こったのかわからないジャッキーにとってその化け物は敵なのか味方なのか判断できなかった。わかっているのはただ、幼なじみであるジェニーへの心配と、ポーリーに対する復讐の心であった。

## 登場人物
ジャッキー・エスタカード
フランチェッティ・ファミリーの殺し屋。
ポーリー・フランチェッティ
フランチェッティ・ファミリーの現在のドンにしてジャッキーの育ての親。
ジェニー・ロマノ
ジャッキーの幼なじみ。
エドワード・シュロート
ニューヨーク市警察の署長。

## 用語
フランチェッティ・ファミリー
ニューヨークのマフィア。本作の主な敵。
ザ・ダークネス
暗闇を糧とし、光が苦手。ジャッキーのツールとして召喚される。